# Luxembourg International 1986
Die Luxembourg International 1986 im Badminton fanden vom 29. bis zum 31. März 1986 in Luxemburg (Stadt) statt. Der Verband nannte das Turnier The 1st Spring Cup of Luxembourg.

## Finalresultate
| Disziplin    | Sieger                             | Finalist                         | Ergebnis           |
| ------------ | ---------------------------------- | -------------------------------- | ------------------ |
| Herreneinzel | Bernd Schwitzgebel                 | Axel Schönfelder                 | 6-15, 15-2, 15-5   |
| Dameneinzel  | Esther Villanueva                  | Britta Zimmermann                | 11-6, 11-0         |
| Herrendoppel | Jürgen Gebhardt Bernd Schwitzgebel | Volker Eiber Ulrich Maus         | 15-7, 15-4         |
| Damendoppel  | Sonja Mellink Cindy Scholtz        | A. Scott Britta Zimmermann       | 15-17, 15-10, 15-9 |
| Mixed        | Michel Bauduin Sonja Mellink       | F. Hoornenborg Esther Villanueva | 15-12, 17-14       |